# Титов, Юрий Васильевич
Юрий Васильевич Титов — советский хозяйственный и политический деятель.

## Биография
Родился в 1928 году. Член КПСС с 1956 года.
В 1961—1963 гг. — председатель исполнительного комитета Фрунзенского Совета депутатов города Ленинграда.
В 1963—1968 гг. — первый секретарь Фрунзенского районного комитета КПСС города Ленинграда.
В 1968—1980 гг. — заместитель начальника, в 1980—1985 гг. — начальник Управления дорожного и мостового хозяйства Ленинградского горисполкома.
Делегат XXIII съезда КПСС.
Жил в Санкт-Петербурге.

## Награды
- Орден Трудового Красного Знамени (1966)
- Орден Дружбы народов (1981)